# Battering Ram
Battering Ram is het vijfde studioalbum van de Duitse powermetalband Iron Savior. Van het hele album zijn de nummers Tyranny of Steel, Time Will Tell en Machine World deel van het sciencefictionverhaal van de voorgaande albums.

## Tracklist
Alle nummers zijn geschreven en gecomponeerd door Piet Sielck, tenzij anders vermeld.
1. "Battering Ram" (4:49)
2. "Stand Against the King" (Joachim Küstner, Sielck) (5:01)
3. "Tyranny of Steel" (Küstner, Sielck) (4:27)
4. "Time Will Tell" (4:11)
5. "Wings of Deliverance" (4:48)
6. "Break the Curse" (4:01)
7. "Riding Free" (5:15)
8. "Starchaser" (Küstner, Sielck) (4:27)
9. "Machine World" (6:31)
10. "H.M. Powered Man" (4:17)

Bonusnummer beperkte oplage
1. "The Call" (6:14)

Japans bonusnummer
1. "Living on a Fault Line" (5:52)

## Bandleden

### Iron Savior
- Piet Sielck – zang, achtergrondzang, gitaar
- Yenz Leonhardt – basgitaar, achtergrondzang
- Thomas Nack – drums, achtergrondzang
- Joachim "Piesel" Küstner – gitaar, achtergrondzang

### Aanvullende muzikanten
- Martin Christian – gitaarsolo op "Wings of Deliverance"

### Productie
- Piet Sielck – productie, technicus, mixage
- Iron Savior – bijkomende productie
- Marko Jakobi – albumhoesillustraties
- Marisa Jacobi – grafisch ontwerp
- Olle Carlsson – foto's